# Eichen-Hainbuchenwald am Hövingsfeld
Das Naturschutzgebiet Eichen-Hainbuchenwald am Hövingsfeld liegt im Stadtbezirk Heepen der kreisfreien Stadt Bielefeld in Nordrhein-Westfalen. 

## Lage
Das Gebiet erstreckt sich im Süden des Bielefelder Ortsteils Altenhagen. Am westlichen Rand des Gebietes verläuft die Bundesautobahn 2 und nördlich des Gebietes die Kreisstraße 23. Östlich grenzt im Kreis Lippe das Landschaftsschutzgebiet Grünlandkomplex bei Sauerland an.

## Bedeutung
Das etwa 36,4 Hektar große Gebiet wurde im Jahr 1991 unter der Schlüsselnummer BI-016 unter Naturschutz gestellt. Schutzziele sind der Erhalt eines strukturreichen Laubwaldkomplexes mit eingeschlossenen Offenland- und Kleingewässer-Lebensräumen als regional bedeutsamer Refugialbiotop im Herforder Hügelland.